# بني (جنس)
جنس البنّي أو البِربيس في الأسماك يتبع عائلة الشبوطيات. تتميز أنواع هذا الجنس بوجود شويربات صغيرة على الفم قد تكون زوجاً واحداً أو زوجين ويعتقد أن لها دوراً في الحسّ والبحث عن الغذاء.
يتبع لهذا الجنس أنواع كثيرة جداً تصل إلى 1147 نوع معروفة حتى الآن تعيش كلها في المياه العذبة وتتواجد في الأهوار والمياه الشروب/المجّة.
في الشرق الأوسط، تعتبر أنواع السمك البني من الأنواع المفضلة في عمل السمك المشوي المسكوف المعروف والمشهور في العراق ويفضل البني الأصفر والشبوط لتحضير هذه الوجبة. وبالرغم من الطلب الكبير على هذه الأنواع للاستهلاك البشري، إلاّ أن القليل جداً من الجهود البحثية جرى لتربية أهم أنواع جنس البني في أحواض الزراعة المائية وتكثيره صناعياً ويُعتمد فقط على الصيد في الحصول على أسماك البني للغذاء. وكذلك تقلّ الدراسات عن ديناميكية وبيولوجيا المخزون السمكي لهذه الأنواع في الشرق الأوسط.
وفي أوروبا، تعتبر أنواع البني غير اقتصادية نظراً لمعدلات نموها المنخفض مقارنة بالأنواع الأخرى في الزراعة المائية. لذلك فإن أنواع سمك البني مهمة للدلالة البيئية ورياضة الصيد وكمصدر ثانوي في صيديات الأسماك للغذاء البشري.